# Lucia Cifarelli
Lucia Cifarelli (Long Island, 23 settembre 1970) è una cantante statunitense.
Nota per essere la vocalist femminile e occasionalmente la tastierista del gruppo industrial metal KMFDM, ha anche militato in un gruppo chiamato Drill negli anni '90 e in alcuni progetti paralleli dei KMFDM, come i MDFMK.

## Carriera
Ha iniziato a registrare negli studi di New York, formando la sua band, Drill, insieme al chitarrista John DeServio, futuro componente di Black Label Society. La band ha pubblicato un album in autogestione, due video musicali e una terza canzone nel film Empire Records. Più tardi, nel 1995, i Drill hanno aperto il Wither, Blister, Burn, and Peel Tour degli Stabbing Westward, sciogliendosi poco dopo la fine del tour.
Lucia entrerà nel gruppo KMFDM, e nel 2000 nel MDFMK, progetto che dura solo il tempo di un album intitolato. Nel 2001, Lucia e Sascha Konietzko lavorarono in seguito al supergruppo Schwein e ai suoi album Schweinstein e il successivo album di remix Son of Schweinstein. Dopo la fine del progetto MDFMK, Lucia ritorna all'interno del KMFDM, rimanendo fino alla pubblicazione dell'album Attak del 2002. A maggio 2003 esce il suo album solista, di cui è anche produttrice, From the Land of Volcanos, pubblicato dalla Universal Records. Un singolo dell'album, I Will entra a far parte della colonna sonora del film American Pie 2. Partecipa nel 2006 all'album Dirty Bomb della collaborazione chiamata KGC, dove oltre a lei e a Konietzko c'è Dean Garcia dei Curve.
Nel luglio 2005 sposa il fondatore e produttore di KMFDM Sascha Konietzko con il quale ha una figlia e si trasferiscono ad Amburgo.